# Henning Berg
Henning Berg, född 1 september 1969 i Eidsvoll, Norge, är en norsk före detta fotbollsspelare och numera fotbollstränare.
Henning Berg är en av de få spelare som vunnit Premier League med två olika klubbar. Först med Blackburn Rovers FC 1995 och sedan med Manchester United 1999 och 2000. Han vann även Uefa Champions League med Manchester United 1999.
Den 2 juli 2023 anställdes Berg som ny tränare i AIK som ersättare till den avskedade Andreas Brännström. Henning Berg valde att avgå som chefstränare för AIK den 14 juni 2024. Henning valde att avgå på eget initiativ. ”Orsaken är en oenighet över hur klubben önskar att arbeta framöver.” - Från AIK’s hemsida 
Den 14 augusti 2024 presenterades Berg som ny huvudtränare för AEK Larnaca FC som spelar i Cyperns förstadivision.

## Meriter
- UEFA Champions League 1999[1]
- Interkontinentala cupen 1999[1]
- FA Premier League 1995, 1999, 2000, 2001[1]
- FA-cupen 1999[1]
- Engelska ligacupen 2002[1]
- Kniksenprisen 1999[1]

Berg har gjort 100 landskamper för Norges landslag och deltog i VM i fotboll 1994 och 1998 samt även i det norska landslaget som deltog i EM 2000.